# امیلی آرمسترانگ
امیلی مارسیا آرمسترانگ (انگلیسی: Emily Marcia Armstrong؛ زادهٔ ۶ مه ۱۹۸۶) خواننده، ترانه‌پرداز و موسیقی‌دان اهل ایالات متحده آمریکا است. او یکی از بنیانگذاران گروه دد سارا است و در سپتامبر ۲۰۲۴ اعلام شد که او به عنوان یکی از وکالیست‌های اصلی به گروه لینکین پارک پیوست. این گروه از زمان مرگ وکالیست قدیمی خود چستر بنینگتون در سال ۲۰۱۷، عمدتاً غیرفعال بود.

## زندگی شخصی
آرمسترانگ در سال ۲۰۱۶ اعلام کرد که در یک رابطه‌ای با مدل کیت هریسون است. او به عنوان کوئیر معرفی می‌شود.

## ترانه‌شناسی

### همراه دد سارا
- جلسه‌های فرودگاه (۲۰۰۸)
- دد سارا (۲۰۱۲)
- از دیدار شما خوشحالم (۲۰۱۵)
- د کاورز (۲۰۱۷)
- غم‌انگیز نیست (۲۰۲۱)

### همراه لینکین پارک
- از صفر (۲۰۲۴)